# Texas oltre il fiume
Texas oltre il fiume (Texas Across the River) è un film del 1966 diretto da Michael Gordon.

## Trama
Il nobile Don Andrea Baldazar sta per sposarsi con la bellissima Isabella Naylor in Louisiana; tuttavia, il giorno delle nozze, il capitano Rodney Stimpson della cavalleria degli Stati Uniti irrompe in casa (dove sta per cominciare la cerimonia) per reclamare il diritto di suo cugino Yancey Cottle a sposare Isabella (lei era stata promessa a lui tempo prima dal padre di lei). Nel caos che ne segue, l'ex fidanzato che tentava di costringere Isabella a rimettersi con lui viene spinto da Andrea (il quale però era stato spinto a sua volta dal fratello di Rodney, un vero imbranato) da una finestra, e il capitano lo accusa della morte del cugino. Andrea deve fuggire, promettendo a Isabella che si rivedranno, e si dirige oltre confine in Texas, che all'epoca non è ancora parte degli Stati Uniti, dove quindi non può essere perseguito dalla legge.
Andrea fugge da solo, mentre Isabella si dirigerà più tardi in quella stessa direzione per far scemare lo scandalo. Intanto Sam Hollis, pistolero e guida, accompagnato dal suo amico pellerossa Kronk, sale sul vagone dello stesso treno dove si trova Isabella, che sarà separato dal resto del convoglio; incontrato per caso don Andrea, lo prende con sé. Il viaggio sarà ostacolato dalle tribù Comanche sul piede di guerra, in particolare quando Andrea salva la giovane indiana Lonetta, che si infatua di lui; tuttavia Andrea ama ancora Isabella, che è diventata oggetto del corteggiamento di Sam.
Tra bestiame, pozzi di petrolio scambiati per acqua, diversità culturali del nobile Andrea e altre peripezie, i due triangoli amorosi (Sam-Isabella-Andrea e Isabella-Andrea-Lonetta) arriveranno al culmine quando i Cheyenne attaccheranno un paesino texano; mentre Hollis partecipa alla resistenza dei coloni, Andrea incontra ancora il Capitano Stimpson e ne approfitta per trascinarsi dietro la cavalleria fino al paese. Messi in fuga i pellirosse, Andrea viene processato e condannato dal tribunale militare presieduto da Rodney, ma l'appello di Isabella riesce a farlo graziare. Resta da sistemare la rivalità amorosa di Sam e Andrea, che si preparano a duellare, ma Isabella e Lonetta risolvono la faccenda accapigliandosi e costringendo i due a separarle; alla fine Isabella si mette con Sam e Andrea riconosce di amare Lonetta.